# Американцы арабского происхождения
Американцы арабского происхождения — жители США, принадлежащие к арабскому этносу или определяющие свою идентичность, как арабскую. Насчитывается ряд волн миграции.
Согласно Американо-арабскому институту, эти лица происходят из целого ряда стран: Алжир, Бахрейн, Джибути, Египет, Ирак, Иордания, Кувейт, Ливан, Ливия, Мавритания, Марокко, Оман, Катар, Палестина, Саудовская Аравия, Сомали, Судан, Сирия, Тунис, ОАЭ и Йемен.
Согласно переписи населения США 2010 года, в этой стране насчитывалось 1 697 570 лиц арабского происхождения. Крупнейшей подгруппой являются ливанские американцы (501 907 чел.), затем идут выходцы из Египта (190 078), Сирии (148 214), Ирака (105 981), Палестины (93 438), Марокко (82 073) и Иордании (61 664).
Ряд выходцев из арабских стран, однако, не являются арабами: ассирийцы, берберы (доарабское население Северной Африки), евреи, курды, этнорелигиозная группа мандеев, малами (семитский народ сирийского происхождения), туркмены, азербайджанцы, черкесы, чеченцы, армяне, турки, грузины, греки, киприоты, иранцы, а также цыгане. Также многие ливанские христиане — марониты, сирийские христиане и египетские копты (потомки доарабского населения Египта) отказываются от арабской идентичности, считая себя «финикийцами», «арамеями» и «древними египтянами» соответственно.
62 % американских арабов происходят из Леванта (Сирия, Ливан, Палестина и Иордания), из них преобладающими являются ливанцы. Они живут во всех 50 штатах и федеральном округе Колумбия, 94 % — в зоне притяжения больших городов. Городом с наибольшей долей арабского населения является юго-западный пригород Детройта, Дирборн, штат Мичиган (до 40 %). Крупнейшими арабскими центрами являются Детройт, Нью-Йорк, Лос-Анджелес, Чикаго и Вашингтон.
В Нью-Йорке значительное число арабов проживает в районе Астория, на севере Куинса.
Хотя большинство жителей арабского мира — мусульмане, большинство американских арабов являются христианами (63 %), мусульман насчитывается лишь 24 %. 35 % американских арабов являются католиками (сюда входит как Римско-католическая церковь, так и восточные церкви маронитов и мелкитов), 18 % — православными и 10 % протестантами.
Согласно опросу Зогби 2007 года, 62 % американских арабов голосуют за Демократическую партию и лишь 25 % за Республиканскую. Поддержка демократов резко выросла после иракских войн. Согласно же опросу Зогби 2000 года, 52 % американских арабов поддерживают запрет абортов (пролайф), 74 % — смертную казнь, 76 % выступают за ужесточение контроля над оборотом оружия и 86 % хотят видеть Палестину независимым государством.